# Felsenberg (Börde)
Der Felsenberg ist eine 107 Meter hohe Erhebung bei Dahlenwarsleben. Weitere Orte in der Umgebung sind Ebendorf und Hohenwarsleben. Im Unterschied zur umgebenden Ackerlandschaft ist er bewaldet.

## Geologie
Der Aufbau besteht aus einer Moräne aus Rupelton aus der Eiszeit. Er gehört zum Landschaftsschutzgebiet Hohe Börde. 

## Nutzung
Auf der Anhöhe stand ein Fachwerkhaus aus dem 19. Jahrhundert, das zu DDR-Zeiten erst als Jugendherberge und dann als Gaststätte genutzt wurde. Nach einem Brand 2002 wurde das Gebäude abgetragen.